# Kapila (dios)
En el marco de la mitología hinduista, Kapila o Kapiladeva es una encarnación del dios Visnú (Hijo de Devahuti y Kardama) que se menciona por primera vez en el Bhágavata-purana (del siglo XI) quien fue el creador de la filosofía Sankhya. Cuando el esposo de Devahuti dejó el hogar para irse a vivir al bosque, en búsqueda de la perfección espiritual, Devahuti pidió a su hijo que le mostrara el sendero de la iluminación. Entonces Kapila le explicó la filosofía Sankhya (metafísica), que es el sendero analítico que lleva a una comprensión superior del mundo, del ser y de la causa original del todo.
Hay otro Kapila que posiblemente vivió en el siglo V a. C..

## Nombre sánscrito y etimología
- kapila, en el sistema AITS (alfabeto internacional para la transliteración del sánscrito).[1]
- कपिल, en escritura devanagari del sánscrito.[1]
- Pronunciación:
  - /kapilá/ en sánscrito[1] o bien
  - /kapíla/, /kapíl/ o /kopíl/ en varios idiomas modernos de la India (como el bengalí, el hindí, el maratí o el palí).
- Etimología: probablemente el término sánscrito kapila está conectado con kapi: ‘mono’.[1]
  - ‘color de mono’ (castaño, café, marrón rojizo)’, según el Rig-veda (el texto más antiguo de la India, de mediados del II milenio a. C.) 10.27.16.[1]
  - pelirrojo (según las Leyes de Manu).[1]
  - color café rojizo (según el Susruta).[1]
  - un tipo de ratón o un tipo de mono (según el Kathá-sarit-ságara)[1]
  - perro de color café[1]
  - un tipo de incienso de color marrón (según lexicógrafos como Amara Simja, Jalaiudha o Jemachandra).[1]
  - Kapila, escritor del siglo V a. C., creador de la filosofía atea sankhia.[1]

### Mención en textos sánscritos
En el Bhagavad-guita (parte del texto épico Majabhárata, del siglo III a. C.), el dios Krisna lo menciona como el más grande de todos los seres que se han perfeccionado:

De todos los árboles soy el baniano, de los sabios entre los semidioses soy Nárada. De los gandharvas soy Chitraratha, y entre los seres perfeccionados soy Kapila Muni
Bhagavad-guita 10.26

## Su nacimiento en el Ganges
Maharshi Kapila es un personaje principal en la historia asociada con el día santo hindú llamado Makar Sankranti, que es la fecha en que la diosa Ganga (el río Ganges) descendió desde el cielo.
Esta historia involucra al rey Sagara de Ayodhya, un ancestro del popular rey-dios Rama.
El rey Sagara había realizado 99 veces el dificilísimo sacrificio asuamedha iagñá (sacrificio de caballo). Pero cada vez que enviaba el caballo a recorrer los reinos vecinos, el dios Indra (rey del Cielo) se lo robaba. En el sacrificio número cien, Indra ocultó el caballo en la ermita de Kapila Muni (Kapila Tirtha).
Los 60 000 hijos de Sagara encontraron el caballo, y ―como creyeron que el sabio lo había robado― atacaron a Kapila. Este despertó y con su mirada iracunda los convirtió en cenizas.
Anshuman ―nieto del rey Sagara (hijo de Asamanshas, el malvado hijo del rey Sagara)― se acercó a Kapila pidiéndole que redimiera las almas de sus 60 000 hermanos.
Kapila replicó que solo si el río Ganges descendía del cielo y tocaba las cenizas de los 60 000, todos serían redimidos.

## Kapila (avatar de Visnú)
En el Bhágavata-purana se dice que los padres del dios Kapila fueron Kardama Muni (un sabio mítico, autor de algunos himnos del Rig-veda, que es el texto más antiguo de la India, de mediados del II milenio a. C.) y Devajuti.
Después de que su padre los abandonó para ir a meditar a la selva (tal como era la costumbre en la India antigua), Kapiladeva instruyó a su madre Devajuti acerca de las doctrinas del yoga y la adoración del dios Visnú, lo que le permitió a ella ―a pesar de ser mujer― obtener tanto la liberación de los lazos con la materia (moksha) y amor puro hacia el dios Visnú.

### Enseñanzas
Las enseñanzas del dios Kapiladev se presentan en un capítulo completo (el 28) del tercer canto (de doce) del Bhagavata-purana.